# Рождество Христово (Гирландайо)
„Рождество Христово“ (на италиански: Natività) е картина на италианския ренесансов художник Доменико Гирландайо, нарисувана през 1492 г., изобразяваща сцената „Рождество Христово“. Изображението е с размери 85 Х 63 см. и се намира в музея „Фицуилям“ при Кеймбриджкия университет в Кеймбридж (Великобритания).

## Описание
Темата на картината е Поклонението на Христос след раждането. Мария е коленичила над новородения си син в молитва. Йосиф, който е изобразен като много по-възрастен от жена си, е седнал на земята зад Христос. Вдясно зад яслите вол и магаре наблюдават бебето. Мдалечината зад животните, ангел лети сред златна мъгла над далечния хълм, обявявайки новината за раждането на Спасителя на пастирите. Зад главата на Йосиф, се виждат пътуващи по криволичещия път: това са влъхвите от изток, следващи звездата, която блести над тях.